# Het geheimzinnige eiland (Jommeke)
Het geheimzinnige eiland is het 124ste stripverhaal van Jommeke. De reeks wordt getekend door striptekenaar Jef Nys.

## Verhaal
Jan Haring haalt oude herinneringen op met een scheepsvriend, Piet Paling genaamd. De oude vriend herinnert zich een eiland met heel bizarre bewoners. De twee zeebonken willen terug naar dat eiland. Jommeke en zijn vrienden zijn ook van de partij. Eens op het eiland, schrikken ze zich in een aap. Inderdaad... de bewoners op het eiland zijn geen mensen maar kikkers die zich gedragen en praten als mensen. De sprekende dieren zijn gelukkig zeer gastvrij. Helaas, mooie liedjes duren niet lang. De kikkerkoning vertelt de vrienden dat ze het eiland nooit meer mogen verlaten. De kikkers vrezen immers dat hun geheim openbaar zal gemaakt worden.
Intussen moet Filiberke zelfs meedoen aan een wedstrijd om de kikkerprinses te veroveren. Op een gegeven moment kan Jommeke de kikkerkoning overtuigen om hen dan toch te laten gaan.
Voor ze naar huis terugkeren, ontdekken ze nog het raadsel over het bestaan van de menselijke kikkers. Het blijkt dat Professor Gobelijn jaren geleden op het eiland verschillende experimenten heeft gedaan. Per toeval hebben de kikkers een vermenselijking ondergaan terwijl hij dat niet wist.